# Ousmane Farota
Ousmane Farota, né le 6 décembre 1964 au Mali et décédé le 26 mars 2023, est un footballeur international malien .

## Biographie

### Carrière
Évoluant au poste de gardien de but Ousmane Farota commence sa carrière à la Commune V avant de rejoindre l'AS Real Bamako lors de la saison 1984-1985. Il y reste  jusqu'en 1988, remportant le titre de champion en 1986.
En 1988, il rejoint le Stade du Mali à Bamako, remporte de nombreux championnats du Mali avec l'équipe, et remporte la Coupe du Mali et la Coupe Ufoa en 1992.
Il a remporté le championnat Bamako Cabral 1989 avec les Aigles du Mali et a participé au championnat Can-1994 en Tunisie, terminant quatrième,. En 1995, il signe avec l'équipe égyptienne d'Ismailya. La même année, il atteint les demi-finales de la Coupe d’Afrique des Champions. La même année, il est le seul joueur africain sélectionné à disputer sur le sol africain un immense match de sélection africaine contre le reste du monde.